# ブーメランのように
『ブーメランのように』（Comme un Boomerang）は、1976年のフランスの映画。監督はジョゼ・ジョヴァンニ、出演はアラン・ドロンやシャルル・ヴァネルなど。
フランスでは初公開時、787,208人の観客動員を記録した。

## ストーリー
自ら望んではいないが、大切な人間を救おうとして捨てたはずの暴力の世界へブーメランのように戻っていく男を描く。
実業家として世間から良い評判を得ている主人公。しかし麻薬により錯乱した息子が警官を射殺。友人たちの協力も得て懸命に助けようとするが、その過程でマスコミから暗黒街の顔役だった過去を暴かれる。一方、裁判を待つ息子は罪から逃れようと精神病を詐る悪手を選び、更に窮地へ追い込まれる。父親は監獄に入れば未熟な息子では精神が持たないと理解していた。しかし万策が尽きると、警察の機動力と情報量が相手では成算がないことを承知しながら道を踏み外してしまう。

## キャスト
| 役名                   | 俳優                           | 日本語吹替 |
| 役名                   | 俳優                           | フジテレビ版 |
| ---------------------- | ------------------------------ | --- |
| ジャック・バトキン     | アラン・ドロン                 | 野沢那智 |
| レオーニ               | ピエール・マクロン             | 富田耕生 |
| リテール               | シャルル・ヴァネル             | 高塔正康 |
| ミュリエール・バトキン | カルラ・グラヴィーナ           | 沢田敏子 |
| エディ・バトキン       | ルイ・ジュリアン               | 鹿沼政仁 |
| ルナック               | ジュセッペ・フォン・トソ       | 北村弘一 |
| 判事                   | クリスチャン・デ・ティリエール | 清川元夢 |
| 不明 その他            |                                | 仲木隆司 島木綿子 向殿あさみ 峰恵研 石森達幸 国坂伸 加藤正之 有本欽隆 芝田清子 川浪葉子 たてかべ和也 沢木郁也 龍田直樹 巴菁子 鈴置洋孝 塩沢兼人 広瀬正志 |
|                        |                                | |
| 演出                   | 演出                           | 春日正伸 |
| 翻訳                   | 翻訳                           | 入江敦子 |
| 効果                   | 効果                           | 赤塚不二夫 |
| 調整                   | 調整                           | 中里勝範 |
| 制作                   | 制作                           | 有村放送プロモーション |
| 解説                   | 解説                           | 高島忠夫 |
| 初回放送               | 初回放送                       | 1980年10月31日 『ゴールデン洋画劇場』 |

※日本語吹替は2021年4月21日発売の4Kレストア版DVDに収録

## スタッフ
- 監督・脚本：ジョゼ・ジョヴァンニ
- 製作：レイモン・ダノン、アラン・ドロン
- 撮影：ヴィクトール・ロドリゲ
- 美術：ウィリー・ホルト
- 編集：フランソワーズ・ジャヴェ
- 音楽：ジョルジュ・ドルリュー